# Lasków (województwo świętokrzyskie)
Lasków – wieś sołecka w Polsce położona w województwie świętokrzyskim, w powiecie jędrzejowskim, w gminie Jędrzejów.
Wieś duchowna, własność opactwa cystersów jędrzejowskich położona była w drugiej połowie XVI wieku w powiecie ksiąskim województwa krakowskiego. W latach 1975–1998 miejscowość administracyjnie należała do województwa kieleckiego.

## Części wsi
| SIMC    | Nazwa     | Rodzaj  |
| ------- | --------- | ------- |
| 0240359 | Dziadówki | kolonia |
| 0240365 | Tarszawa  | kolonia |

## Historia
W wieku XIX Lasków opisano jako wieś w powiecie jędrzejowskim, gminie Prząsław, parafii Jędrzejów.
Według spisu z 1827 roku wieś supremowana (poduchowna) posiadała 17 domów i 160 mieszkańców.
Lasków należał do klasztoru jędrzejowskiego (Długosz L.B. t.III s.371, Kodeks dypl. polski t. III, pod r. 1271)
W dokumencie z r. 1256 wymieniona wśród włości klasztoru jędrzejowskiego. Długosz opowiada, iż klasztor (Długosz L.B. t.III, s.371), z powodu żyzności gleby i bliskości położenia usunął kmieci i utworzył z ich ról folwark („in praedium et grangiam redegit“).

Trzymano to bydło na potrzeby klasztoru i urządzono winnicę. Do wsi należał młyn nad Nidą.
Spis powszechny z roku 1921 wykazał we wsi Lasków domów 76 i 504 mieszkańców, natomiast w folwarku domów 5 i 119 mieszkańców.

## Zabytki
- Park dworski z przełomu XIX/XX w., wpisany do rejestru zabytków nieruchomych (nr rej.: A-106 z 7.12.1957)[11].